# Wilhelm Schlumberger
Wilhelm Schlumberger, ook bekend als William Schlumberger en Guillaume Schlumberger (Mulhouse, omstreeks 1800 - Havana, april 1838) was een Europese schaakmeester. Hij is onder meer bekend als schaakleraar van Pierre Charles Fournier de Saint-Amant en als de operator van de Turk, een schaakmachine waarvan werd beweerd dat hij een automaton was. Het was de Beierse muzikant en showman Johann Nepomuk Maelzel die hem huurde om Turk te besturen. Schlumberger trad op als bestuurder van de Turk in Europa en in de Verenigde Staten tot zijn dood door gele koorts in 1838.